# Слатинской поселковый совет
Слатинско́й поселко́вый сове́т — входил до 2020 года в состав
Дергачёвского района Харьковской области
Украины. Административный центр поселкового совета находился в
пгт Слатино.

## История
- около 1920 — дата образования сельского Совета депутатов трудящихся в составе … волости Харьковского уезда Харьковской губернии Украинской Советской Социалистической Республики.
- С марта 1923 года по сентябрь 1930 — в составе Харьковского округа, с 1932 — Харьковской области УССР.
- Входил в Деркачёвский район Харьковской области. В период, когда Деркачёвский район был упразднён, входил в Харьковский район.
- 1957 — дата реорганизации Слатинско́го[1] сельсовета в поссовет одновременно с присвоением Слатино статуса посёлок городского типа.
- После 17 июля 2020 года в рамках административно-территориальной реформы по новому делению Харьковской области[3][4] данный поссовет и весь Дергачёвский район Харьковской области был ликвидирован; входящие в него населённые пункты и его территории были присоединены к Харьковскому району области.
- Поселковый совет просуществовал 63 года.

## Населённые пункты совета
- пгт Слатино́
- село Солёный Яр